# Pálidos Olhos Azuis
Pálidos Olhos Azuis é o primeiro álbum de estúdio a solo de António Manuel Ribeiro (líder e vocalista da banda portuguesa de rock UHF). Editado em setembro de 1992 pela multinacional BMG, o disco foi produzido por José Fortes e masterizado por Fernando Cortez e Fernando Paulo entre 17 de abril de 1991 e 17 de setembro de 1992, no Estúdio Angel II, Lisboa. Nas gravações participaram ainda os técnicos Fernando Abrantes, Rui Novais, Fernando Rascão e Peter James Woolliscroft. A escrita e os arranjos finais estiveram a cargo de António Manuel Ribeiro.
A edição contempla os formatos vinil (LP) e disco compacto (CD). Em 2017, na celebração dos 25 anos do primeiro lançamento, o disco foi reeditado nos formatos físico e digital. A nova edição foi remasterizada pelo técnico Rui Dias, apresenta nova imagem na capa com fotografia da sessão original com o fotógrafo Kenton Thatcher, e incluí três temas inéditos.
Pálidos Olhos Azuis é um trabalho com sonoridade pop rock que viaja pelas canções de amor, provocantes e sedutoras, não esquecendo a intervenção social. Tem como convidados Renato Gomes e Carlos Peres (cofundadores e ex membros dos UHF), Luís Espírito Santo, Nuno Filipe, Renato Júnior, João Marques, Rui Dias, Sandra e Dora (coralistas), Ivan Cristiano e António Côrte-Real (UHF).

## Antecedentes e desenvolvimento
Depois de se ter estreado, em 1987, com o single "É Hoje Agora", António Manuel Ribeiro dedicou-se  à elaboração do primeiro álbum de inéditos. Para esse novo projeto, o autor das canções convidou antigos e atuais músicos dos UHF, entre os quais, os ex membros e fundadores Renato Gomes e Carlos Peres para participarem nos temas "Um Puro Sangue", "Aqui na Arena" e "Certamente o Deserto". Foi lançado o single "Velhos Tamborins" de apresentação do álbum.
Pálidos Olhos Azuis foi editado nos formatos vinil, fita cassete e disco compacto contendo este último mais dois temas: "Hi John", dedicado ao músico John Lennon, e "Velhos Tamborins" em versão longa. No dia 21 de julho de 2014, o álbum foi lançado no mercado digital com distribuição exclusiva da Meo Music. 

## Lista de faixas
O álbum de vinil (LP) é composto por nove faixas em versão padrão. António Manuel Ribeiro é compositor em todas elas. A edição no formato disco compacto (CD) apresenta duas faixas extra.
| Lado A |                               |                    |         |  |
| N.º    | Título                        | Compositor(es)     | Duração |  |
| 1.     | "Velhos Tamborins"            | António M. Ribeiro | 4:18    |  |
| 2.     | "Um Puro Sangue"              | António M. Ribeiro | 4:07    |  |
| 3.     | "Os Olhos das Miúdas"         | António M. Ribeiro | 5:45    |  |
| 4.     | "Pássaros Feridos Podem Voar" | António M. Ribeiro | 4:45    |  |

| Lado B         |                                      |                    |         |  |
| N.º            | Título                               | Compositor(es)     | Duração |  |
| 1.             | "A Noite Inteira"                    | António M. Ribeiro | 4:53    |  |
| 2.             | "Aqui na Arena"                      | António M. Ribeiro | 5:35    |  |
| 3.             | "Certamente o Deserto"               | António M. Ribeiro | 3:39    |  |
| 4.             | "Nas Horas Tardias"                  | António M. Ribeiro | 3:18    |  |
| 5.             | "Rua Pau da Bandeira" (instrumental) | António M. Ribeiro | 1:15    |  |
| Duração total: | Duração total:                       | Duração total:     | 35:75   |  |

| CD             |                                 |                    |         |  |
| N.º            | Título                          | Compositor(es)     | Duração |  |
| 1.             | "Velhos Tamborins"              | António M. Ribeiro | 4:18    |  |
| 2.             | "Um Puro Sangue"                | António M. Ribeiro | 4:07    |  |
| 3.             | "Os Olhos das Miúdas"           | António M. Ribeiro | 5:45    |  |
| 4.             | "Pássaros Feridos Podem Voar"   | António M. Ribeiro | 4:45    |  |
| 5.             | "A Noite Inteira"               | António M. Ribeiro | 4:53    |  |
| 6.             | "Aqui na Arena"                 | António M. Ribeiro | 5:35    |  |
| 7.             | "Certamente o Deserto"          | António M. Ribeiro | 3:39    |  |
| 8.             | "Nas Horas Tardias"             | António M. Ribeiro | 3:18    |  |
| 9.             | "Rua Pau da Bandeira"           | António M. Ribeiro | 1:15    |  |
| 10.            | "Hi John" (tema extra)          | António M. Ribeiro | 1:53    |  |
| 11.            | "Velhos Tamborins" (tema extra) | António M. Ribeiro | 6:10    |  |
| Duração total: | Duração total:                  | Duração total:     | 43:38   |  |

| Relançamento (CD 2017) |                               |                                     |         |  |
| N.º                    | Título                        | Compositor(es)                      | Duração |  |
| 1.                     | "Velhos Tamborins"            | António M. Ribeiro                  | 4:18    |  |
| 2.                     | "Um Puro Sangue"              | António M. Ribeiro                  | 4:08    |  |
| 3.                     | "Os Olhos das Miúdas"         | António M. Ribeiro                  | 5:46    |  |
| 4.                     | "Pássaros Feridos Podem Voar" | António M. Ribeiro                  | 4:11    |  |
| 5.                     | "A Noite Inteira"             | António M. Ribeiro                  | 4:54    |  |
| 6.                     | "Aqui na Arena"               | António M. Ribeiro                  | 5:36    |  |
| 7.                     | "Certamente o Deserto"        | António M. Ribeiro                  | 3:41    |  |
| 8.                     | "Nas Horas Tardias"           | António M. Ribeiro                  | 3:19    |  |
| 9.                     | "Rua Pau da Bandeira"         | António M. Ribeiro                  | 1:18    |  |
| 10.                    | "Hi John"                     | António M. Ribeiro                  | 1:54    |  |
| 11.                    | "Velhos Tamborins"            | António M. Ribeiro                  | 6:10    |  |
| 12.                    | "Nevoeiro" (Inédito)          | Fernando Pessoa/ António M. Ribeiro | 3:51    |  |
| 13.                    | "Ela Como Ninguém" (Inédito)  | António M. Ribeiro                  | 5:21    |  |
| 14.                    | "Fazes-me Falta" (Inédito)    | António M. Ribeiro                  | 2:36    |  |
| Duração total:         | Duração total:                | Duração total:                      | 43:38   |  |

## Membros
- António Manuel Ribeiro (vocal e guitarra acústica) [3]

Convidados
- Carlos Peres (baixo)
- Renato Gomes (guitarra solo)
- Rui Dias (guitarra) [3]
- Nuno Filipe (baixo) [3]
- Luís Espírito Santo (bateria) [3]
- Renato Júnior (piano) [3]
- João Marques (trompete) [3]
- Dora e Sandra (vocal de apoio)